# Georges Habra
Georges Habra, est un prêtre, écrivain, théologien, exégète et conférencier palestinien de tradition melkite, né 14 juin 1930 à Haïfa (Palestine) et mort le 28 septembre 1994 à Paris. Spécialiste de la patrologie grecque, principalement actif en France à partir des années 1970, il fonde en 1986 l'Association pour l'Étude et l'Enseignement des Pères de l'Église et de nombreux groupes de conférences, destinés à la diffusion, à la compréhension et à l'approfondissement de la foi chrétienne.

## Biographie

### Formation
Georges Habra est issu d'une famille chrétienne du Proche-Orient, originaire d'Antioche. Son père est un catholique de rite syriaque, directeur dans la Compagnie anglaise des chemins de fer, apparenté à Mgr Grégoire-Pierre Habra ; sa mère une byzantine de Saint-Jean-d'Acre, fille d'un prêtre orthodoxe converti au catholicisme. Le futur prêtre passe son enfance et son adolescence à Haïfa et à Jérusalem, où il étudie chez les Frères des écoles chrétiennes. Mais en mai 1948, la guerre israélo-arabe éclate. Toute la famille quitte sa terre pour Beyrouth. Dès l'âge de douze ans, Georges Habra se sent appelé à la prêtrise. Sur ordre de son père, qui souhaite vérifier la solidité et le sérieux de cette vocation, il prépare le concours d'entrée à la faculté de médecine. Il rend toutefois copie blanche le jour de l'examen, afin de se consacrer au sacerdoce. Il est alors âgé de dix-huit ans. 
Attiré par la spiritualité des Frères prêcheurs, il se rend en Provence pour étudier chez les Dominicains de la Sainte-Baume. Membre de l'Église grecque-catholique melkite, ce séjour loin de sa terre natale le convainc définitivement de conserver le rite de ses ancêtres : il doit « rester fidèle à la tradition byzantine et en faire le terreau de sa vie spirituelle », s'appuyer plutôt sur l'enseignement des Pères de l'Église et la philosophie de Platon que sur la scolastique et la pensée d'Aristote, plus liées à la pensée occidentale. Il entre ensuite pour quelques mois au couvent syriaque de Deir-Elcharfe, puis au séminaire Sainte-Anne des Pères blancs de Jérusalem. C'est là qu'il se passionne pour la patrologie grecque, dont il deviendra un exégète de renom.

### Prêtre en Orient
Ordonné prêtre le 30 janvier 1955 en la cathédrale Saint-Élie de Beyrouth par Mgr Philippe Nabaa, il est nommé curé de Rafidia, en Cisjordanie. Il fait alors reconstruire l'église qui tombe en ruine, selon les canons de l'architecture byzantine. Pasteur zélé d'une communauté de huit cents âmes — ne comptant réellement que soixante-quinze pratiquants réguliers —, au milieu de soixante mille musulmans, le Père souffre d'un grand isolement, que seuls les pèlerins occidentaux sont capables de briser. Il est par ailleurs victime de persécutions de la part des musulmans. Il n'hésite pas à servir de guide aux pèlerins et multiplie les échanges épistolaires. Il donne également des conférences à un groupe de femmes mariées — parmi lesquelles quelques musulmanes, dont le futur écrivain Raymonda Hawa-Tawil, la belle-mère du président Arafat. Ces conférences portent sur des thèmes philosophiques et littéraires dont les valeurs sont selon lui propices au bon accueil de l'Évangile. Il conserve sa cure jusqu'en 1970. À cette date, le cardinal-archevêque de Cologne Joseph Höffner lui offre une bourse pour préparer une licence en théologie dans le pays européen de son choix. Proposition qu'il accepte sous les encouragements de son patriarche, Maxime V Hakim.

### La France
Francophone et francophile, admirateur de Corneille, Pascal et Bossuet, l'homme de Dieu choisit sans hésitation Paris, où il arrive en septembre 1970 pour étudier à l'Institut catholique. Il vit à Rambouillet, puis à Fontainebleau pendant plus de vingt ans. C'est là qu'il se consacre à l'écriture. Vicaire de Saint-Julien-le-Pauvre jusqu'en 1975, il donne de nombreuses conférences, en particulier sur les saints, les Pères de l'Église et la foi au travers de la littérature. Soutenu par l'Association familiale catholique, il crée des groupes de conférences à Paris, Versailles, Vaux-le-Pénil ou encore Rouen. Il obtient sa licence en théologie en 1973, grâce à sa thèse sur La Transfiguration selon les Pères grecs.
Le père Habra fonde en 1986 l'Association pour l'Étude et l'Enseignement des Pères de l'Église, qui se donne pour mission « de développer, par l'étude des Pères de l'Église, la connaissance concrète de la vie chrétienne (dogme, morale et culte) et de ses fondements philosophiques et historiques ; de comprendre l'Écriture divine selon l'enseignement commun des Pères ». Il organise dans le même temps des pèlerinages à la montagne de La Salette et dans le Bassin méditerranéen à partir de 1985.
Sous l'autorité de Mgr Descamps, puis de son successeur Mgr Cordonnier, il est aussi chargé d'assurer le culte à la chapelle Notre-Dame-des-Malades, dans la Maison des Missionnaires de la Charité. 
Atteint d'un cancer au cerveau en décembre 1993, il fait don de ses souffrances à Dieu. Il meurt le 28 septembre 1994 dans le 15e arrondissement de Paris, entouré de ses amis et de ses enfants spirituels. Il est inhumé à la Chapelle des Douze Apôtres, celle des prêtres du diocèse de Paris, au cimetière du Montparnasse.